# Redditi diversi
I redditi diversi, previsti dal sistema tributario italiano agli artt. 67-71 del Testo Unico delle Imposte sui Redditi, il D.P.R. 22 dicembre 1986, n. 917 (T.U.I.R.), costituiscono una categoria di reddito residuale, che ha carattere eterogeneo, in quanto comprende i redditi più disparati che non rientrano nelle altre categorie di reddito indicate nell'art. 6 del T.U.I.R. o che hanno caratteri peculiari non inquadrabili in una categoria tipica.
L'articolo 67 del TUIR prevede una elencazione tassativa dei redditi diversi, che hanno caratteristiche diverse tra loro in quanto provenienti da diverse fonti produttive di reddito. Nel capoverso del comma 1 è affermato il principio generale per cui i redditi elencati <<sono redditi diversi se non costituiscono redditi di capitale ovvero se non sono conseguiti nell'esercizio di arti e professioni o di imprese commerciali o da società in nome collettivo e in accomandita semplice, né in relazione alla qualità di lavoratore dipendente>>. Sono, inoltre, considerati redditi diversi i proventi derivanti da fatti, atti o attività qualificabili come illecito civile, penale o amministrativo, qualora non siano classificabili nelle categorie di reddito di cui all'articolo 6, comma 1, del TUIR.
I redditi diversi sono in linea di massima raggruppabili in due grandi categorie, entrambe tassabili per cassa:
- plusvalenze isolate: sono così definite in quanto non realizzate nell'ambito di un'attività economica continuativa (se lo fossero il soggetto che le realizza sarebbe un imprenditore). La precedente formulazione dell'art. 68 parlava di “intento speculativo” del contribuente per distinguere le plusvalenze riconducibili ad un'attività produttiva del contribuente e quelle non derivanti da una simile attività del contribuente. Ora non c'è più questa formula e si parla di caratteri oggettivi dell'operazione. Il Testo Unico ha cioè sostituito alla tassazione delle plusvalenze realizzate con intento speculativo, la tassabilità di specifiche, determinate plusvalenze:

- plusvalenze immobiliari:

- Plusvalenze realizzate mediante la lottizzazione dei terreni o l'esecuzione di opere intese a renderli edificabili e la successiva vendita (anche parziale) di tali terreni o edifici.
- Plusvalenze realizzate mediante la cessione a titolo oneroso di immobili acquistati da non più di cinque anni. Vanno esclusi gli immobili acquisiti per successione o delle unità immobiliari urbane adibite ad abitazione principale del cedente o dei suoi familiari. Queste ultime non sono plusvalenze tassabili, in quanto non sono considerate di carattere speculativo. Ad esse si applicherà o l'IRPEF ordinaria o l'imposta sostitutiva con aliquota al 26%.

In questi casi la base imponibile si calcola come segue: corrispettivo – costi di acquisto (o costruzione, urbanizzazione). Vedi articolo 68 II comma TUIR.
Per i terreni lottizzati detenuti da tempo: valore iniziale è il prezzo d'acquisto o quello normale dei terreni nel quinto anno anteriore alla lottizzazione.
Per i terreni acquisiti per successione o donazione: il valore è quello dichiarato nelle relative denunce e atti registrati
Per i terreni edificabili: prezzo acquisto rivalutato (inflazione).
b) le plusvalenze finanziarie (capital gain). 
Non si tratta dei frutti dei titoli azionari (dividendi), ma di reddito dovuto alla vendita ad un prezzo superiore di quello di acquisto.
- Plusvalenze derivanti da cessione a titolo oneroso di obbligazioni o di altri strumenti finanziari.
- Plusvalenze derivanti da cessioni di partecipazioni (qualificate e non). Se si tratta di partecipazioni non qualificate, la loro cessione a titolo oneroso è tassata con la cedolare secca al 26%. Possibilità di compensazione con minusvalenze nella stessa categoria e riporto in avanti. Se si tratta di partecipazioni qualificate (ovvero attribuiscono percentuale diritti di voto superiore al 2% o rappresentano partecipazione al capitale o al patrimonio superiore del 5% nei mercati regolamentati; tra cui anche altri strumenti finanziari) la cessione sarà assoggettata a tassazione sul 49,72% del valore realizzato, come per i dividendi (concorrerà a formare il reddito per solo il 49,72% del valore della plusvalenza).
- Altre fattispecie di redditi diversi:

a) Quelle derivanti da attività non abituali commerciali e professionali che non presuppongono la tenuta delle scritture contabili
b) Immobili situati all'estero
c) Utilizzazione di diritti su opere dell'ingegno quando percepiscono terzi
d) Vincite e lotterie
e) Proventi illeciti non rientranti in altre categorie (come già ricordato)
Come formula di chiusura vengono citati i redditi simili o prossimi a quelli fondiari, di capitali, di lavoro autonomo, di impresa, ma privi di un requisito tipico della categoria e perciò ascritti al novero dei redditi diversi.

## 2. Regimi di tassazione
In generale, i redditi diversi sono tassati secondo il principio di cassa. Pertanto, devono essere dichiarati nel periodo d’imposta in cui sono effettivamente percepiti. Nel caso, quindi, di riscossione dei corrispettivi in forma parziale (per dilazione di pagamento o rateazioni) deve essere dichiarato il reddito diverso proporzionalmente corrispondente alle somme percepite nel periodo d’imposta. Un’eccezione a tale principio è costituita dai redditi diversi di natura finanziaria derivanti da titoli per i quali è stata esercitata l’opzione per il cd. regime del risparmio gestito di cui all’art. 6 del D.Lgs. n. 461 del 1997, che non sono tassati secondo il principio di cassa, ma in base al risultato della gestione maturato nel periodo d’imposta.
Infatti, nell'ordinamento vigente, i redditi di natura finanziaria (redditi che rientrano in due categorie, ossia redditi di capitale e redditi diversi) sono tassati secondo tre distinti regimi.
- Regime dichiarativo, che rappresenta il sistema naturale per la tassazione delle rendite finanziarie. Tale regime conduce alla dichiarazione del reddito da parte del contribuente che pertanto non opta per l'anonimato sui suoi investimenti finanziari. Chi sceglie questo regime deve indicare tutto in dichiarazione dei redditi, procedendo ai versamenti secondo il calendario fiscale.[3]

- Risparmio amministrato, per cui la tassazione avviene immediatamente, per ogni singola operazione, quando i singoli strumenti vengono venduti. Gli adempimenti fiscali sono delegati all'intermediario finanziario, che svolge il ruolo di sostituto di imposta. La tassazione avviene con il sistema dell'imposta sostitutiva: l'investitore andrà a incassare il dividendo al netto dell'imposta sostitutiva. Inoltre, plusvalenze e minusvalenze si possono compensare, ma solo tra redditi diversi di natura finanziaria e se la plusvalenza si realizza in un momento successivo rispetto alla minusvalenza.[3]

- Risparmio gestito, regime in cui il cliente delega all'intermediario sia la gestione del portafoglio sia i dovuti adempimenti fiscali. L'imposta sostituiva del 26% viene applicata al risultato di gestione maturato durante l'anno solare, dedotti i vari costi di gestione. Se il risultato annuale di gestione è negativo, il relativo ammontare potrà essere sottratto da eventuali risultati di gestione positivi degli anni seguenti, non oltre il quarto, andando a ridurre la base imponibile dell'aliquota del 26%, che signfica pagare una imposta più bassa. Questo regime ha un vantaggio rispetto al risparmio amministrato: consiste nel poter compensare le eventuali minusvalenze non solo con le plusvalenza, ma anche con redditi da capitale che confluiscono nel risultato di gestione. Se il rapporto gestito viene chiuso, l'intermediario rilascia una certificazione delle eventuali minusvalenze residue, che si possono dedurre dal risultato positivo di un'altra gestione in regime di risparmio gestito o usare per compensare plusvalenze negli altri regimi.[3]

I redditi diversi sono dunque tassati per cassa nei regimi di risparmio amministrato e di risparmio dichiarativo, mentre sono tassati per competenza (maturazione) nel caso di risparmio gestito. 